# Stylidium ecorne
Stylidium ecorne este o specie de plante dicotiledonate din genul Stylidium, familia Stylidiaceae, ordinul Asterales. A fost descrisă pentru prima dată de R. Erickson și Amp; J. H. Willis, și a primit numele actual de la Farrell och Amp; S. James. Conform Catalogue of Life specia Stylidium ecorne nu are subspecii cunoscute.